# ميلان بابيتش
ميلان بابيتش هو طبيب أسنان وسياسي صربي، ولد في 26 فبراير 1956 في Kukar ‏، وتوفي في 5 مارس 2006 في لاهاي في هولندا بسبب شنق. نشط حزبياً في Serb Democratic Party (Croatia) ‏ ورابطة شيوعيي يوغوسلافيا.